# Leskovec (Vsetíni járás)
Leskovec település Csehországban, Vsetíni járásban. Leskovec Hovězí, Ústí, Lhota u Vsetína, Seninka és Valašská Polanka településekkel határos. Lakosainak száma 677 fő (2024. január 1.).

## Népesség
A település lakosságának változását az alábbi diagram mutatja:
| Lakosok száma | 539  | 494  | 573  | 647  | 679  | 660  | 661  | 665  | 635  | 677  |
|               | 1869 | 1890 | 1921 | 1950 | 1980 | 2001 | 2017 | 2019 | 2022 | 2024 |